# 오천항 (여수시)
오천항은 전라남도 여수시 만덕동에 있는 어항이다. 2007년 8월 8일 어촌정주어항으로 지정하여 관리하고 있다. 시설관리자는 여수시장이다.

## 어항 구역
- 수역: 북위 34°47′30″, 동경 127°45′37″의 지점에서 N50°E방향으로 80m점과 이 점에서 N30°E방향으로 75m점과 이 점에서 N60°W방향으로 70m점과 이 점에서 S30°W방향으로 80m점과 이 점에서 N60°W방향으로 55m점과 이 점에서 N20°E방향으로 45m점과 이 점에서 N70°W방향으로 60m점과 이 점에서 S20°W방향으로 육지부를 연결하는 선을 따라 형성된 공유수면[1]

## 어항 시설
- 방파제 82m, 선착장 46m

## 기본 계획
- 방파제 122m, 선착장 46m[1]

## 정비 계획
- 방파제 40m[2]

## 주요 어종
- 꽃게, 문어